# Diga di Yokoyama
La diga di Yokoyama (横山ダム?, Yokoyama damu) è una diga a Ibigawa, nella prefettura di Gifu, in Giappone, completata nel 1953.

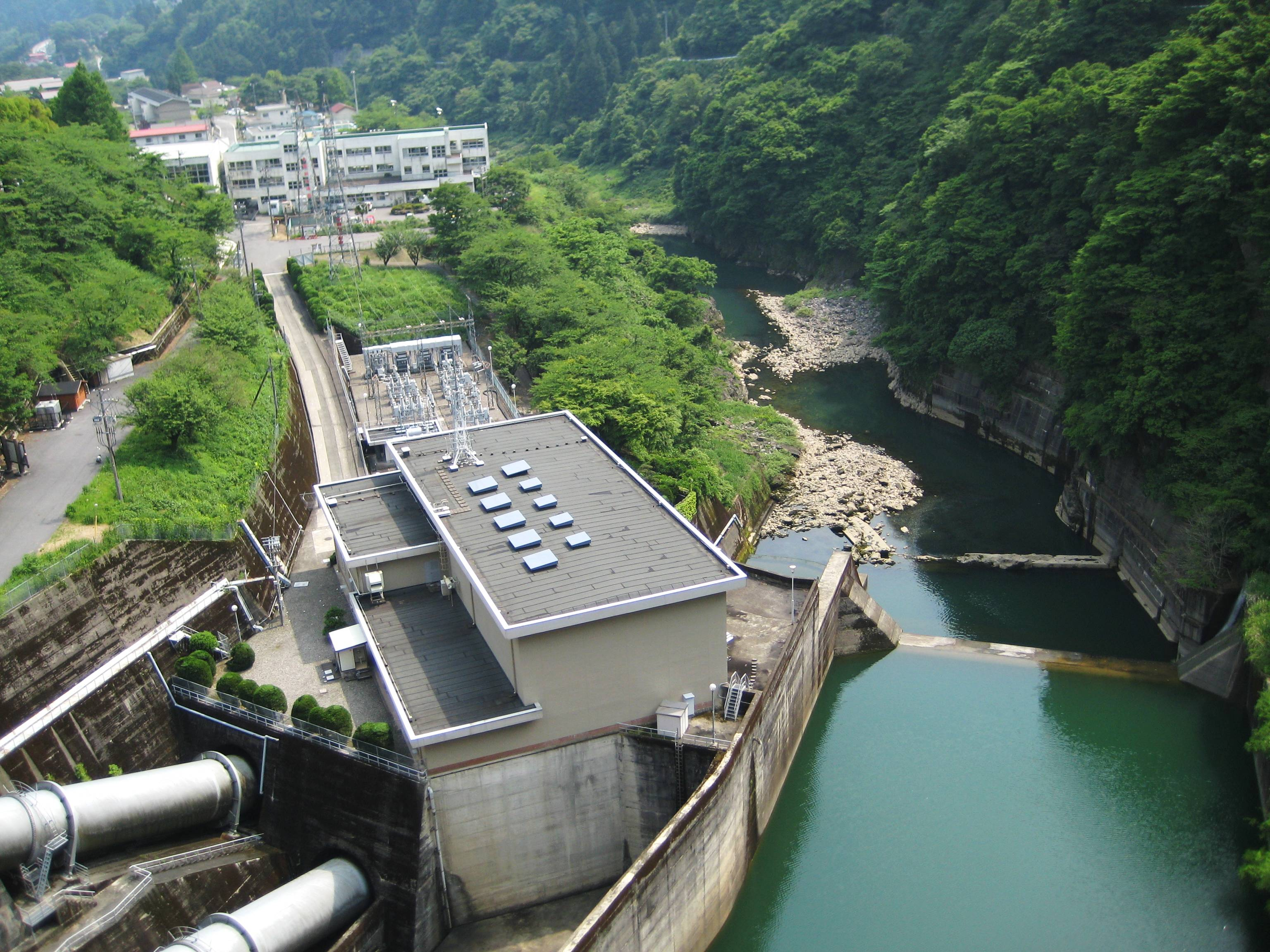